# Szerdahely (Románia)

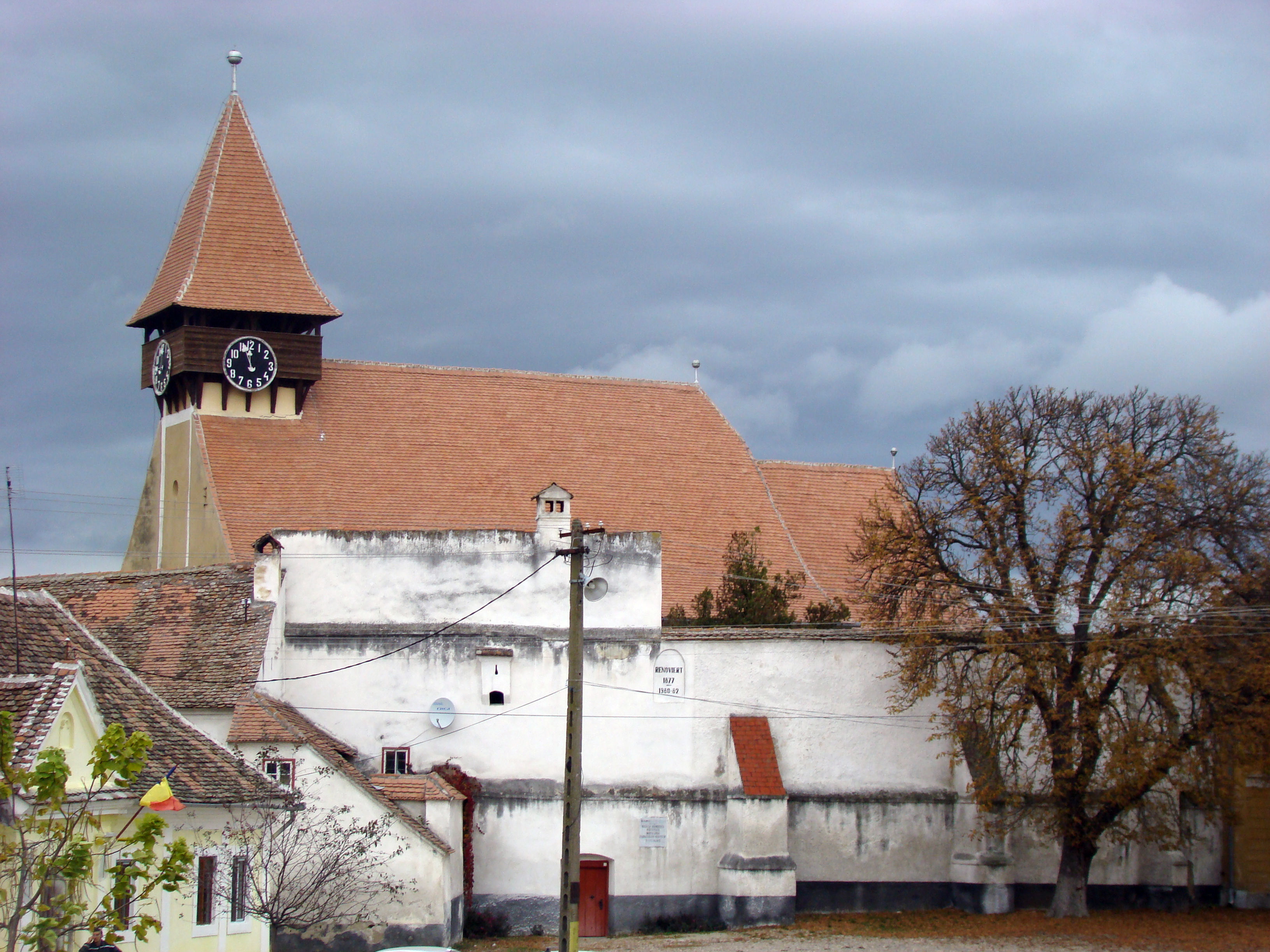
Az evangélikus erődtemplom

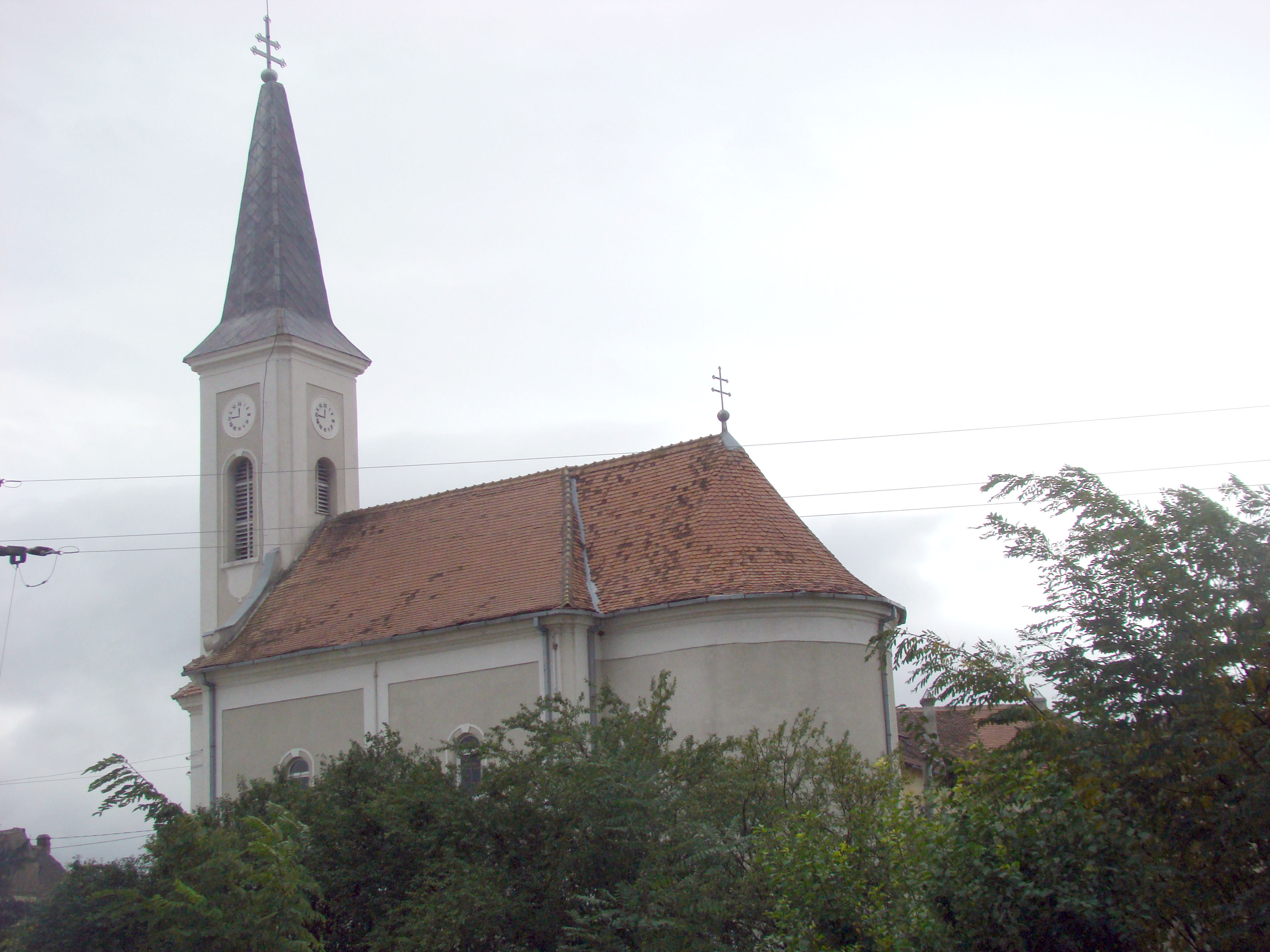
A görög (korábban római) katolikus templom

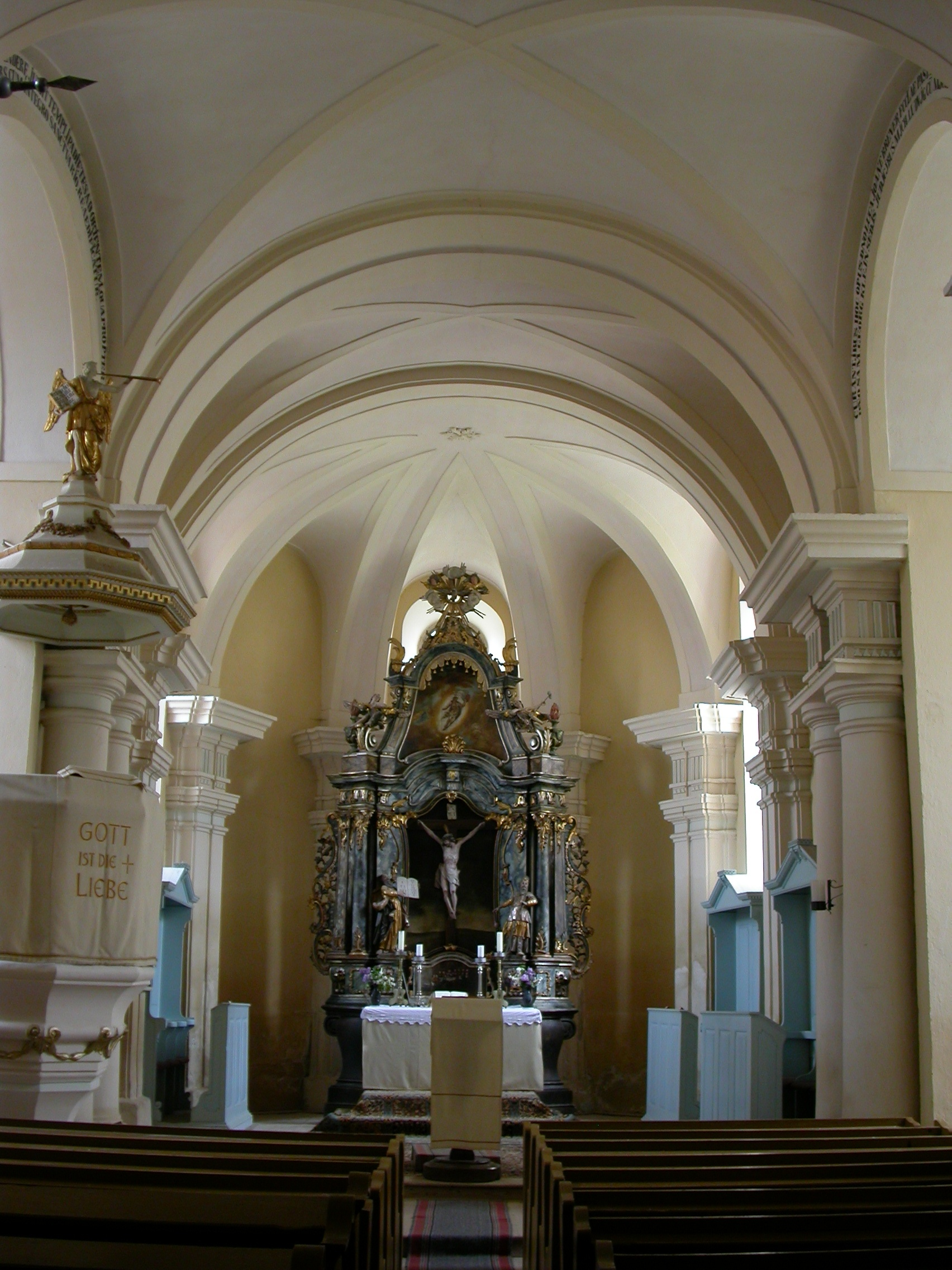
Az evangélikus templom belső tere

Szerdahely (románul: Miercurea Sibiului, korábban Mercurea, németül: Reussmarkt, szászul Reismuert) város Romániában, Szeben megyében.

## Fekvése
Nagyszebentől 31 km-re északnyugatra, az épülő A1-es autópálya mellett fekszik.

## Nevének eredete
Német neve ruszin telepesekre utal. Először 1291-ben Ruzmark, majd 1330-ban Rusmark alakban jegyezték le. 1330-ban latinul Forum Ruthenorum. Magyar nevét szerdánként tartott vásárairól kapta: Zeredahel (1334), Zerdahel (1404). Román neve a magyar értelmi megfelelője (miercure 'szerda').

## Története
A 13. század elején szászok alapították. Később Szerdahelyszék, majd 1876-tól Szeben vármegye Szerdahelyi járásának székhelye volt.
1488-ban negyven telektulajdonos családjával Szerdahelyszék települései között mindössze a negyedik–ötödik helyen állt. 1500-ban iskolája volt, heti- és országos vásárt tartott. Lakói 1530-ban evangélikus hitre tértek. Szapolyai János 1534-ben, Szerdahelyszékkel együtt Matthias Armbruster szebeni polgármesternek zálogosította el, és 1542-ben Izabella királyné csatolta vissza a hét szász székhez.
1563-ban négy céhe volt: a csizmadiáké, takácsoké, kádároké és kötélverőké, akik János Zsigmond az évben kiadott rendelete szerint évente egy forintot tartoztak fizetni a föléjük rendelt szászsebesi céheknek. 1658-ban törökök pusztították. 1733-ban 39 román és 14 cigány lakosát is összeírták. A románok ekkor a település peremén, kalyibákban laktak, egykori negyedüket máig Colibi ('kalyibák') néven emlegetik. 1750-ben 149 háztartásból állt. Román lakói 1765-ben arról panaszkodtak, hogy  a szász városvezetés nem engedi őket állandó lakóépületeket emelni. 1786-ban 903 lakója volt.
A római katolikusok 1769-ben plébániát hoztak létre, és 1779-ben iskolát is alapítottak.
Évi négy, több napig tartó országos vásárt tartott. Ezeken a 19. század első felében főként magyarországi szlovák kereskedők vásároltak juhot, juh- és kecskebőrt a környékbeliektől. 1818-ban gyógyszertárat hoztak létre benne.
Itt éjszakázott a magyar honvédsereg, benne Bem és Petőfi 1849. február 4-én, a vízaknai ütközet után.
1869. március 7-én, Ilie Măcelar, Visarion Roman és Aron Densușianu vezetésével a szerdahelyi városházán rendezték meg a politikailag aktív erdélyi román értelmiség konferenciáját, melyet azért hívtak össze, hogy közös stratégiát alakítsanak ki a berendezkedő dualista rendszerrel, konkrétan pedig a küszöbön álló országgyűlési választásokkal kapcsolatban. Elismerték a már beiktatott törvényeket, de kinyilvánították, hogy céljuknak tekintik a kiegyezéses rendszer megváltoztatását és az önálló Erdély helyreállítását. A 291 résztvevő közül mindössze négyen szavaztak a magyarországi porondon való politikai aktivitás mellett (bár néhány prominens aktivista távol maradt az üléstől), a többség a passzivitás mellett döntött, és elhatározták, hogy a románság egységesen bojkottálni fogja az az évi választásokat. Ugyanakkor létrehoztak egy választmányt, amelyet megbíztak az erdélyi románok politikai pártjának megszervezésével. A következő, április 8-ára ugyanoda összehívott értekezletet a magyar belügyminisztérium betiltotta.
A 19. század végén ortodox esperesség központja volt. Román lakóinak többsége az ortodox templomtól nyugatra elterülő negyedben élt. Szász lakói a 20. század elején tizenegy szomszédságba tömörültek. 1895-ben kövezték ki a főteret, 1932–33-ban asztalfozták le a főutcát és a Nagyszebenbe vezető országutat. A két háború között épültek ki az Apoldului de Jos és a Gării utcák, illetve a Livade külváros. A fürdőtelep mellett a kommunista hatalomátvétel után állami modell-baromfitelepet rendeztek be.
2004-ben nyilvánították várossá.

## Népessége
- 1850-ben 1371 lakosából 703 volt német, 571 román, 59 cigány és 35 magyar nemzetiségű; 638 evangélikus, 625 ortodox, 75 római katolikus és 28 református vallású.
- 1910-ben 2055 lakosából 980 volt román, 918 német és 144 magyar anyanyelvű; 964 ortodox, 884 evangélikus, 129 római katolikus, 41 református és 26 görögkatolikus vallású.
- 2002-ben 1917 lakosából 1844 volt román és 69 német nemzetiségű; 1732 ortodox, 64 evangélikus, 33 evangéliumi keresztény, 31 görögkatolikus és 19 római katolikus vallású.

## Látnivalók
- A szász evangélikus erődtemplom. Az eredeti, román stílusú templomból az alaprajz, a torony és négy oszloppár maradt meg. 1496 körül gótikus stílusban átalakították, az oldalhajókat megmagasították, és jellegzetes gótikus kapuzattal látták el a déli oldalon. Valószínűleg ekkor emelték az ovális várfalat is. A kórus északi falán 1736-ból való barokk epitáfium található. A kórusban álló stallumot 1679-ben, a torony alattit a 18. században festették. A torony mai kialakítása 19. századi. A templom délkeleti részéhez épített paplak 15. századi.[11]
- A műemléki jegyzékben található két, 18. századi háza: a Piața Republicii 217. és 218. szám alatti.
- A görögkatolikus (korábban római katolikus) templom 1773-ban épült.
- Az eklektikus ortodox templomot 1864 és 1872 között építették. Tornya 1969-ben, földrengésben összeomlott, később helyreállították.

## Gazdasága
- A várostól négy km-re északnyugatra, a Nagy-Székás partján fekvő Szerdahelyi-sósfürdő (Miercurea-Băi) konyhasós forrásainak és iszapjának köszönhetően helyi jelentőségű gyógyfürdőhely.[12] Fénykorát az 1960-as és 70-es években élte, amikor főként Szeben és Hunyad megye betegeit utalták be ide.
- Faipar,[13] matrac- és ágyneműgyártás.[14]

## Híres emberek
Itt született

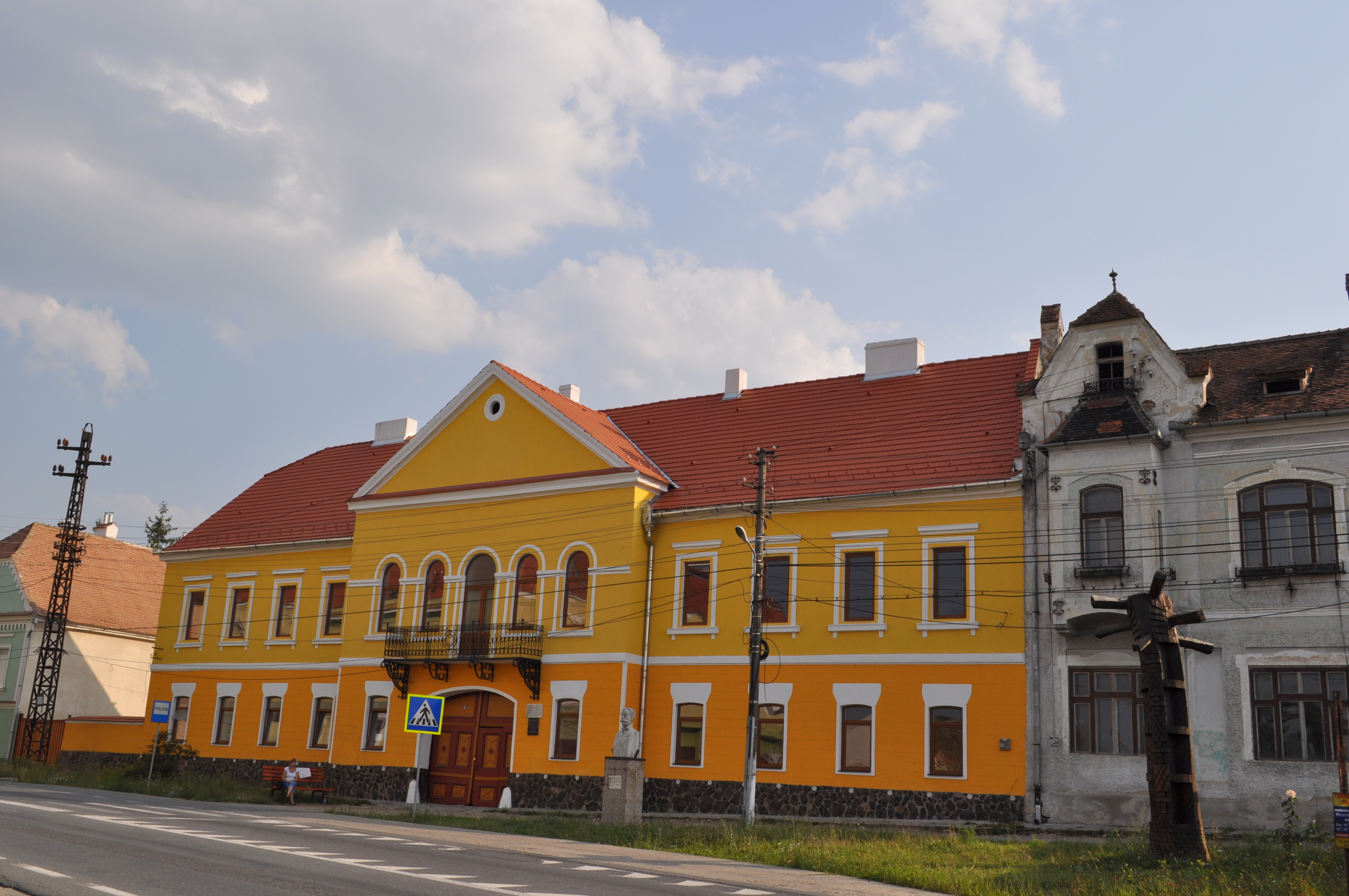
A volt német iskola

- Joseph Christian Brenner evangélikus lelkész, tanár.
- 1822. április 30-án Ilie Măcelar politikus, bíró.
- 1866. július 10-én Wellmann Róbert festőművész.
- 1877. május 29-én Schimert Gusztáv homeopata, Szentágothai János édesapja.
- 1888. március 8-án Cornel Medrea szobrász.
- 1907. február 7-én Victor Capesius, az auschwitzi haláltábor gyógyszerésze.